# Душинкевичеве
Душинкевичеве — колишній населений пункт в Кіровоградській області у складі Новопразького району.

## Стислі відомості
В 1930-х роках — у складі Костянтинівської сільської ради Дніпропетровської області.
В часі Голодомору 1932—1933 років від нелюдської смерті в селі померло не менше 9 людей.
Дата зникнення станом на квітень 2023 року невідома.